# Алієнора Голланд, графиня Марч
Алієнора Голланд (англ. Alianore Holland; бл. 1373 — 6, 18 або 23 жовтня 1405) — англійська аристократка, дочка Томаса Голланда, 2-го графа Кент, і Еліс Фіцалан, дружина Роджера Мортімера, 4-го графа Марч.

## Життєпис
Народилася близько 1373 року. Старша дочка Томаса Голланда, який був сином Джоанни Кентської, матері короля Англії Річарда II. Відповідно, Алієнора припадала Річарду II племінницею і належала до найвищої англійської аристократії.
Чоловіком їй обрали Роджера Мортімера, 4-го графа Марча — одного з найбагатших аристократів Англії, який мав великі володіння в Уельсі і Валлійській марці. Він рано залишився сиротою і був найближчим спадкоємцем Річарда ІІ. За право на опіку над ним та управління його володіннями у 1382—1384 роках між аристократами розгорілася боротьба. У результаті під тиском Джоанни Кентської опікуном Роджера став Томас Голланд, батько Алієнори, тоді як володіннями малолітнього графа управляла група англійських аристократів, на чолі яких стояли графи Арундел, Нортумберленд, Ворік та Джон, лорд Невілл. Томас Голланд, щоб прив'язати спадкоємця до себе, одружив його зі своєю дочкою. Шлюб укладено близько 7 жовтня 1388 року.
1398 року Роджер Мортімер загинув у Ірландії. Алієнора залишилася з чотирма малолітніми дітьми. Всі володіння Мортімерів опинилися під опікою короля Річарда. Але в жовтні 1399 року його скинув із престолу Генріх Болінгброк, якого коронували під ім'ям Генріха IV. Сини Алієнори, Едмунд і Роджер, мали більші права на престол, ніж Генріх IV — вони були нащадками Лайонела, герцога Кларенса, третього сина короля Едуарда III, тоді як сам Генріх IV був сином Джона Гонта, четвертого сина Едуарда III. Тому новий король помістив потенційних конкурентів під суворий нагляд — їх утримували у Віндзорському замку. Дочкам же було дозволено залишитися з матір'ю.
Після 19 червня 1399 року вийшла заміж вдруге — за Едуарда Черлтона, який 1401 року успадкував титули барона Черлтона і лорда Поуїса. У цьому шлюбі народилося 2 дочки.
Померла 6, 18 або 23 жовтня 1405 під час пологів.

## Родина
1-й чоловік: від бл. 7 жовтня 1388 Роджер Мортімер (11 квітня 1374 — 20 липня 1398), 4-й граф Марч, 7-й граф Ольстер, 6-й барон Мортімер з Вігмора, 5-й барон Женевіль, 14-й лорд Клер від 1381, намісник Ірландії в 1382—1383, 1392—1398. Діти:
- Анна Мортімер (27 грудня 1388 — вересень 1411); чоловік: від бл. травня 1406 (папський дозвіл 10 червня 1408 р.) Річард Конісбург (бл. вересня 1375 — 5 серпня 1415 р.), 3-й граф Кембридж від 1414 року. Їхні нащадки успадкували володіння й титули дому Мортімерів та їхні переважні права на англійський престол.
- Едмунд Мортімер (6 листопада 1391 — 18 січня 1425), 5-й граф Марч, 8-й граф Ольстер, 7-й барон Мортімер з Вігмора, 6-й барон Женевіль, 14-й барон Клер від 1398.
- Роджер Мортімер (24 березня 1393 — бл. 1409).
- Елеанор Мортімер (бл. 1395 — після січня 1414); чоловік: від 1409/1410 сер Едвард де Куртене (бл. 1388 — серпень 1418), лорд Куртене, адмірал від 1418.

2-й чоловік: після 19 червня 1399 Едуард Черлтон (бл. 1371 — 14 березня 1421), 5-й барон Черлтон і лорд Поуїс від 1401. Діти:
- Джоан Черлтон (бл. 1400 — 17 вересня 1425); чоловік: сер Джон Грей (після 1384 — 22 березня 1421), 1-й граф Танкервіль від 1419.
- Джойс Черлтон (бл. 1403 — 22 вересня 1446); чоловік: після 28 лютого 1422 Джон Тіптофт (бл. 1400 — 27 січня 1443), 1-й барон Тіптофт від 1426.